# کونراد رابرتسون
کونراد رابرتسون (انگلیسی: Conrad Robertson؛ زادهٔ ۲۷ دسامبر ۱۹۵۷) قایقران روئینگ اهل نیوزیلند بود.